# Андерсон Луис де Абреу Оливеира
Андерсон Луис де Абреу Оливеира (порт. Anderson Luís de Abreu Oliveira; Порто Алегре, 13. априла 1988), познатији као Андерсон, бивши је бразилски фудбалер који је играо на позицији везног играча.
Андерсон је каријеру започео у бразилском Гремиу, за који је 2005. године постигао гол за победу над Наутиком којом се Гремио пласирао у Прву бразилску лигу. Већ након неколико наступа у првој лиги прешао је у Порто са којим је сезоне 2006./07. дебитовао у Лиги шампиона. У летњем прелазном року 2007. прешао је у Манчестер јунајтед. Он је тек други Бразилац који је играо за „црвене ђаволе“. За Манчестер је дебитовао 1. септембра 2007. у утакмици против Сандерленда, а играо је и у финалу Лиге шампиона 2008. године, у којем је Манчестер јунајтед савладао Челси.
Са репрезентацијом Бразила, освојио је злато (Копа Америка), и бронзу на Олимпијским играма 2008.

## Највећи успеси

### Гремио
- Друга лига Бразила (1) : 2005.

### Порто
- Првенство Португала (2) : 2005/06, 2006/07.
- Куп Португала (1) : 2005/06.
- Суперкуп Португала (1) : 2006.

### Манчестер јунајтед
- Премијер лига (4) : 2007/08, 2008/09, 2010/11, 2012/13.
- Лига куп Енглеске (1) : 2008/09.
- ФА Комјунити шилд (2) : 2011, 2013.
- Лига шампиона (1) : 2007/08.
- Светско клупско првенство (1) : 2008.

### Интернасионал
- Лига Гаушо (1) : 2015.

### Бразил до 17
- Првенство Јужне Америке (1) : 2005.
- Светско првенство : финале 2005.

### Бразил до 23
- Летње олимпијске игре : бронза 2008.

### Бразил
- Копа Америка (1) : 2007.

### Индивидуална признања
- Златна лопта светског првенства до 17 (1) : 2005.
- Награда Златни дјечак (1) : 2008.